# КОРОНАС-Ф
«КОРОНАС-Ф» — второй из искусственных спутников Земли, запущенных по международной программе КОРОНАС, которая была посвящена исследованиям Солнца в течение одиннадцатилетнего цикла. Задачей «КОРОНАС-Ф» было изучение солнечных процессов в период максимальной активности, в то время как предыдущий аппарат программы — «КОРОНАС-И» — изучал Солнце во время минимума его активности. Ведущими организациями по научной программе «КОРОНАС-Ф» были ФИАН и ИЗМИРАН, техническое руководство осуществляло КБ «Южное». Научные приборы были разработаны и изготовлены институтами и организациями России и Польши. В реализации проекта принимали участие ученые и специалисты России, Украины, Германии, Польши, Великобритании, США, Франции, Чехии, Словакии.

## Конструкция
«КОРОНАС-Ф» (заводское обозначение АУОС-СМ-КФ) — второй и последний аппарат, построенный на платформе АУОС-СМ, разработанной в КБ «Южное». Он имел практически идентичную конструкцию с созданным на той же платформе «КОРОНАС-И».  
Платформа спутника обеспечивала ориентацию продольной оси аппарата в направлении Солнца с точностью до 10 угловых минут. Первичная ориентация  осуществлялась газореактивными двигателями, работавшими на сжатом газе. Стабильное положение аппарата на Солнце поддерживалось маховиками с электромагнитной разгрузкой. Время ориентации и стабилизации в направлении Солнца после выхода из тени Земли не превышало пяти минут. Корпус аппарата состоял из двух герметично соединенных цилиндрических блоков — собственно платформы и верхнего блока научной аппаратуры. В состав оборудования платформы входили аккумуляторы, приборы системы ориентации, радиотехнического комплекса и других служебных систем аппарата. Научная аппаратура размещалась в верхнем блоке. Снаружи на корпусе были установлены раскрывающиеся рамы с панелями солнечных батарей и штангами с антенно-фидерными устройствами. Наружные датчики и приборы устанавливались на раскрывающихся рамах, на штангах и на ферме верхнего блока.
В состав платформы входила единая телеметрическая система, обеспечивающая как управление аппаратом, так и передачу научной информации в международном диапазоне частот для приёма всеми участниками проводимых на спутнике экспериментов. Запоминающее устройство позволяло хранить получаемые данные в течение суток, а программно-временное устройство обеспечивало управление аппаратом и проводимыми экспериментами вне зоны видимости наземных пунктов. На спутнике «КОРОНАС-Ф» также была установлена цифровая система сбора научной информации (ССНИ), разработанная в ИЗМИРАН и осуществляющая опрос научных приборов, первичную обработку собранной информации и передачу её на наземные пункты управления.

## Научная программа
Основными задачами проекта «Коронас-Ф» были наблюдения за глобальными периодическими процессами на Солнце, изучение его внутреннего строения и сейсмологии недр Солнца, исследование солнечных вспышек, выбросов плазмы и активных областей на Солнце в широком диапазоне, от оптического до гамма, изучение космических лучей солнечного происхождения, их распространения в межпланетном магнитном поле и воздействия на магнитосферу Земли. 
В состав научной аппаратуры, установленной на «КОРОНАС-Ф» входили следующие инструменты:
- Многоканальный солнечный фотометр, предназначенный для мониторинга сейсмических явлений в недрах Солнца c помощью наблюдений за спектрами периодических пятиминутных колебаний, охватывающих всю солнечную поверхность.
- Набор приборов для построения изображений Солнца с высоким угловым разрешением  в рентгеновском диапазоне.
- Инструменты для исследования электромагнитных излучений Солнца в ультрафиолетовом, рентгеновском и гамма диапазонах.
- Комплекс для изучения солнечных космических лучей.

«КОРОНАС-Ф» запущен 31 июля 2001 года ракетой-носителем «Циклон-3»	с космодрома Плесецк и выведен на околоземную орбиту с апогеем 540 км, перигеем 499 км, наклонением 82,5° и периодом обращения 95 минут. Спутник продолжал работу до 2005 года. 6 декабря 2005 года аппарат затоплен в Индийском океане. Программа КОРОНАС была продолжена на спутнике «Коронас-Фотон», работавшем в течение нескольких месяцев 2009 года.

## Результаты полёта
За время полёта «КОРОНАС-Ф» получен большой объем новых данных о физике Солнца. Накоплено более 1 млн. спектральных изображений Солнца и солнечной короны, впервые определено абсолютное содержание в солнечной короне ряда химических элементов, разработаны новые методы исследования космической плазмы. Впервые в мире получены данные о динамике солнечной короны в рентгеновском диапазоне на расстояниях до трёх солнечных радиусов, получены схемы распределения жёсткого УФ-излучения Солнца в различном состоянии солнечной короны. В результате наблюдения жёсткого рентгеновского излучения, вызванного мощной солнечной вспышкой, был выяснен механизм ускорения возникающих при вспышке пучков заряженных частиц. Обнаружен и исследован новый класс явлений в солнечной короне. Проведены исследования корональных выбросов и связанных с ними проявлений  солнечной  активности, тесно связанных с процессами в околоземном пространстве. В ходе проводившихся наблюдений зарегистрировано отражение от Луны гигантского гамма-всплеска нейтронной звезды и оценена его энергия, таким образом, была впервые проведена локация космического тела при помощи природного импульса гамма-излучения.